# World RX de Portugal
El World RX de Portugal es un evento de rallycross en Portugal para el Campeonato Mundial de Rallycross. La carrera se celebró por primera vez en la temporada 2014, en la Pista Automovél de Montalegre en Montalegre, que hace frontera con Orense, España.

## Ganadores

### Ganadores (pilotos)
| # | Piloto               | Victorias | Años       |
| - | -------------------- | --------- | ---------- |
| 1 | Petter Solberg       | 2         | 2014, 2016 |
| 1 | Johan Kristoffersson | 2         | 2015, 2018 |
| 2 | Mattias Ekström      | 1         | 2017       |
| 2 | Niclas Grönholm      | 1         | 2021       |

### Ganadores (constructores)
| # | Constructor | Victorias | Años       |
| - | ----------- | --------- | ---------- |
| 1 | Citroën     | 2         | 2014, 2016 |
| 1 | Volkswagen  | 2         | 2015, 2018 |
| 2 | Audi        | 1         | 2017       |
| 2 | Hyundai     | 1         | 2021       |

### Por año
| 2014 | Timur Timerzyanov    | Timur Timerzyanov    | Petter Solberg       | Petter Solberg       | Reinis Nitišs        | Petter Solberg       | Petter Solberg       |
| 2015 | Andreas Bakkerud     | Petter Solberg       | Timmy Hansen         | Petter Solberg       | Petter Solberg       | Johan Kristoffersson | Johan Kristoffersson |
| Año  | Ganador Qualifying 1 | Ganador Qualifying 2 | Ganador Qualifying 3 | Ganador Qualifying 4 | Ganador Semifinal 1  | Ganador Semifinal 2  | Ganador Final        |
| 2016 | Johan Kristoffersson | Mattias Ekström      | Petter Solberg       | Mattias Ekström      | Johan Kristoffersson | Petter Solberg       | Petter Solberg       |
| 2017 | Johan Kristoffersson | Johan Kristoffersson | Petter Solberg       | Andreas Bakkerud     | Petter Solberg       | Mattias Ekström      | Mattias Ekström      |
| 2018 | Sébastien Loeb       | Timmy Hansen         | Andreas Bakkerud     | Andreas Bakkerud     | Johan Kristoffersson | Timmy Hansen         | Johan Kristoffersson |
| 2021 | Timmy Hansen         | Timmy Hansen         | Timmy Hansen         | Kevin Hansen         | Timmy Hansen         | Johan Kristoffersson | Niclas Grönholm      |